# Fédération nationale des mines et de l'énergie CGT
La Fédération nationale des mines et de l'énergie (FNME-CGT), aussi dénommée CGT Mines-Énergie, est une fédération syndicale française affiliée à la Confédération générale du travail (CGT). Au niveau européen, elle est affiliée à la Fédération européenne des syndicats des mines, de la chimie et de l’énergie et à la Fédération syndicale européenne des services publics. Au niveau international, elle est membre de l'Internationale des services publics et de IndustriALL global union.

## Création
La CGT Mines-Énergie est issue de l'union entre la Fédération nationale des travailleurs du sous-sol CGT (FNTSS-CGT) et la Fédération nationale de l'énergie CGT (FNE-CGT), entérinée lors du congrès de Grenoble, en 1999. Elle regroupe les salariés des mines, des industries électrique et gazière, du secteur de l’énergie atomique et des filiales qui s’y rattachent. L'Union fédérale des ingénieurs, cadres et techniciens (UFICT) est créée en juin 2000 au sein de la CGT.
En avril 2006, la CGT indiquait syndiquer 75 000 des 525 000 salariés du secteur énergie, soit un taux de 14 %.
En mars 2010, Virginie Gensel est la première femme élue secrétaire générale de la CGT Mines-Énergie ; elle succède à son compagnon Frédéric Imbrecht. Elle est remplacée en 2018 par Sébastien Menesplier.
En janvier 2011, la Fédération était constituée de 60 000 syndiqués et 350 syndicats en France métropolitaine.[réf. nécessaire]

## Secteurs d'activité
La CGT Mines-Énergie est constitué de 3 secteurs d'activités :
- les mines,
- l'énergie atomique
- les industries électriques et gazières (IEG), branche professionnelle reconnue.

### Mines
Issus de la Fédération nationale des travailleurs du sous-sol CGT (FNTSS-CGT), les mineurs sont, aujourd'hui, pratiquement tous retraités.

### Énergie atomique
120 entreprises entrent dans cette catégorie.
Le secteur de l'énergie atomique est issu de l'Union nationale des syndicats de l'énergie atomique (UNSEA), qui a intégré la Fédération de l'énergie de la CGT en 1989.
Ce secteur regroupe les syndicats du CEA (Commissariat à l'énergie atomique), des activités cycle du combustible du groupe AREVA, de l'Agence nationale pour la gestion des déchets radioactifs (ANDRA) et de l'Institut de radioprotection et de sûreté nucléaire (IRSN).

### Industries électriques et gazières
140 entreprises entrent dans cette catégories qui regroupent 170 000 salariés.
Les entreprises qui composent cette branche sont les suivantes :
- Les entreprises historiques, nationalisées en 1946 : EDF SA, GDF Suez, enedis, GrDF, RTE, GRT Gaz, Storengy et Elengy.
- Les entreprises exclues de la nationalisation de 1946 : SNET (Charbonnages de France), SHEM (SNCF), etc.
- Les 138 entreprises non nationalisées en 1946 (TIRU, CNR, Électricité de Strasbourg, Gaz de Strasbourg et bien d’autres).

Tous les salariés actifs et inactifs (retraités et pensionnés) de ces entreprises ont droit au statut des IEG, la FNME-CGT revendique l’extension de ce statut aux salariés « commercialisateurs » de Poweo, Direct Énergie, etc
Dans la branche IEG, la CGT est l'organisation syndicale majoritaire.
Représentativité de la CGT dans la branche, calculée par l’agrégation des résultats obtenus au 1er tour des élections professionnelles dans toutes les entreprises de la branche :
- Période 2007-2010 : 51,28%
- Période 2010-2013 : 46,23%
- Période 2013-2016 : 41,95%[3]

Le patronat est, quant à lui, représenté par deux syndicats d’employeurs : l’Ufe (Union française de l’électricité) et l’Union nationale des employeurs des industries gazières (Unemig).
Le dialogue social se fait au sein du Secrétariat des groupements d’employeurs des IEG qui assure l’interface permanente entre, d’une part, les entreprises du secteur entre elles et, d’autre part, ces entreprises et les fédérations syndicales.
Les institutions de la branche IEG sont :
- La Commission supérieure nationale du personnel (CSNP)
- La Commission paritaire de branche (CPB)

## Mouvement social contre le projet de réforme des retraites en France de 2023
La Fédération nationale des mines et de l'énergie CGT joue un rôle important lors du Mouvement social contre le projet de réforme des retraites en France de 2023, notamment lors des opérations spectaculaires visant à freiner l'économie et faire connaitre la cause défendue à la population.
Elle agit dès janvier via de nombreuses coupures d'électricité ciblées et opérations "Robin des bois". Les coupures de courant ont visé le Fort de Bréançon, résidence d'Emmanuel Macron et son épouse, des permanences de députés et sénateurs ou encore le Stade de France et le chantier du village olympique, selon Sébastien Menesplier, secrétaire général de la CGT énergie ou "des lieux jugés emblématiques": station essence, gares, CPAM, CAF, antennes-relais. Des artisans et familles en difficulté ont au contraire été mis en tarif réduit ou reconnectés au réseau pour les soutenir.
Une coupure de courant présentée comme "sauvage" et "opérée par des grévistes de la CGT" a "plongé toute la journée dans le noir un Ehpad et un centre de dialyse du Pas-de-Calais" mais la Fédération CGT a démenti au micro de BFMTV et assuré qu'il s'agissait d'une panne de réseau classique, puis rendu visite aux résidents, par une délégation menée par Nicolas Cuvillier, dirigeant de CGT Énergie, avec des fleurs pour excuser leur entreprise.

## Repères historiques
Quelques repères historiques sur les industries électrique et gazière :

### XVIIIesiècle
- 1791 : Loi Le Chapelier interdisant à des professions de s’assembler pour leurs « prétendus intérêts communs »
- 1797 : Premières expériences de Philippe Lebon sur l’éclairage et le chauffage au gaz[7]

### XIXesiècle
- 1824 : Date de naissance officielle de l’industrie du gaz[8]
- 1830-1850 : Installation de l’éclairage au gaz dans les villes
- 1864 : Loi supprimant le délit de coalition, autorisant la grève. Fondation de la Première Internationale.
- 1884 : Loi qui autorise les syndicats. Fondation de la société de secours mutuels des allumeurs de gaz de la Seine : Fais le bien pour l’amour du bien.
- 1886 : Premières centrales électriques à Dijon et Saint-Étienne (société Edison)[9]
- 1889 : Fondation de la Deuxième Internationale
- 1889 1er décembre : inauguration de la centrale électrique des Halles de Paris
- 1890 : Premier syndicat dans l’industrie du gaz : Bordeaux
- 1891 : Création de la chambre syndicale des travailleurs du Gaz de Paris (ouvriers) et du syndicat des allumeurs du Gaz de Paris
- 1892 : Ouverture de la Bourse du travail de Paris et fédération des bourses du travail. Création de « l’Union syndicale des employés du Gaz de Paris ». Parution du Journal du Gaz, premier journal syndical des ouvriers du Gaz de Paris. Fondation du syndicat patronal de l’industrie du gaz
- 1895 : Naissance de la CGT. Les syndicats de gaziers donnent leur adhésion
- 1896 : Grève victorieuse des gaziers de Bordeaux. Formation entre les trois syndicats du Gaz de Paris d’un comité d’entente, première tentative pour fédérer les syndicats de gaziers
- 1897 : Fondation de la chambre patronale de l’électricité
- 1899 : Grèves dans les usines du Gaz de Paris pour les 8 heures (497 révoqués)

### XXesiècle
- 1900-1906 : Bataille des gaziers de Paris pour leur assimilation au personnel de la Préfecture de la Seine
- 1903 : Naissance de la chambre syndicale des travailleurs des industries électriques (région parisienne). Premier numéro du Travailleur de l’électricité
- 1904 : Création d’une « Union amicale des chefs de service, contremaitres et employés de bureau des secteurs électriques de Paris », qui devient « Union syndicale » en 1905
- 1905 : 1er mai : Naissance officielle de la Fédération nationale de l’éclairage
- 1906 : Victoire des gaziers de Paris qui obtiennent « l’assimilation » : 10 jours de congés pour les ouvriers, un mois pour les employés, un régime de retraite, un régime maladie
- 1907 8 et 9 mars : grève de l’électricité à Paris dirigée par Émile Pataud. Les électriciens obtiennent à leur tour l’assimilation
- 1909 : 1er octobre, Paris, 1er congrès de la Fédération : 21 syndicats, 51 délégués. Passage des 2 x 12 aux 3 x 8 dans les services continus de nombreuses usines à gaz
- 1910 : Grève des cheminots : 300 révoqués ; Grève de soutien des électriciens : 350 à 470 révoqués
- 1911 : Premier numéro de L’éclairage, organe de la Fédération
- 1911-1914 : Grèves des gaziers de Roue, Valence, Gennevilliers, Limoges, Nantes, Bourges… Premiers statuts du personnel
- 1919 : Mai : les syndicats d’électriciens rejoignent la Fédération qui devient Fédération de l’éclairage et des forces motrices. Nouvel organe fédéral Éclairage et force motrice. Novembre : les électriciens de la banlieue obtiennent le statut d’équivalence avec le personnel de la CPDE (Paris)
- 1921 : Scission dans la CGT. Création de la CGT-Unitaire
- 1922 juin : Saint-Étienne, congrès constitutif de la Fédération CGTU de l’éclairage
- 1927 : La Fédération CGTU de l’éclairage fusionne avec la Fédération des services publics
- 1928 : Loi du 28 juillet qui rend obligatoire un statut du personnel dans les sociétés d’électricité et de gaz
- 1932 : Marcel Paul, secrétaire général de la Fédération CGTU des services publics et de l’éclairage
- 1930-1936 : Bataille de la CGTU pour un statut unique électricité de la région parisienne
- 1934 avril : création par la CGTU des premières œuvres sociales, médicales et juridiques dans les services publics et l’éclairage, rue de Bondy (aujourd’hui rue René Boulanger)
- 1936 février : congrès de fusion des deux fédérations à Toulouse. Juin : Signature d’une convention collective gaz et électricité. Généralisation des statuts du personnel, la Fédération élabore un statut-type
- 1937 juin : 15e congrès fédéral à Lyon : Marcel Paul élu secrétaire général. Novembre : Constitution du GNC
- 1938 17 juin : décret-loi sur le développement de l’industrie électrique, programme des 3 milliards de kWh. Première classification nationale (10 catégories) avec début de coordination des barèmes de salaires et projet d’une caisse nationale de retraites
- 1939 : Mars : arrêté fixant les majorations de salaire pour chaque catégorie, à partir du salaire de base (les coefficients hiérarchiques). Août : Pacte germano-soviétique. Septembre : déclaration de guerre. Dissolution du Parti communiste et de nombreux syndicats. Novembre : les communistes chassés de la direction fédérale : Clément Delsol prend la direction de la Fédération
- 1940 : Marcel Paul organise des groupes de résistance dans l’ouest. Novembre : dissolution de la CGT
- 1941 juin : entrée en guerre de l’URSS. Septembre : André Bréchet, résistant de la CPDE, guillotiné. Octobre : Jules Auffret, militant du gaz de banlieue, fusillé à Châteaubriant. Novembre : arrestation de Marcel Paul. Décembre : création de la Caisse nationale des retraites
- 1942 mars : arrestation d’Émile Pasquier, Fernand Gambier prend la direction de la fédération clandestine
- 1943 mai : fondation du Conseil national de la Résistance. Décembre : conférence nationale de la fédération. La fédération se démarque du régime de Vichy
- 1944 février : premier numéro de Force clandestin. Mars : adoption du programme du CNR. Septembre : réunification de la fédération
- 1945 : Marcel Paul rentre de Buchenwald en mai, Émile Pasquier de Mauthausen en juin. Novembre : Marcel Paul, ministre de la production industrielle. Décembre : premier congrès du GNC
- 1946 avril : nationalisation de l’électricité et du gaz (loi du 8 avril). Naissance de EDF-GDF. Juin : statut national du personnel (décret du 22 juin), le statut le plus avancé pour l’époque[10]. Décembre : Marcel Paul quitte le ministère
- 1947 janvier : élections du Conseil central des œuvres sociales (CCOS). Marcel Paul élu président. Février : première assemblée des secrétaires des Comités Mixtes à la Production (CMP)
- 1949 janvier : mise en place des CAS. Août : loi Armengaud qui retire à GDF le monopole du transport du gaz naturel
- 1950 mars : grève de 17 jours à EDF-GDF
- 1951 février : dissolution du CCOS élu. Mars : nouvel accord séparé CFTC, FO, UNCM
- 1954 : accord entre fédérations CGT et CFTC sur les œuvres sociales. Premier numéro de Force Information
- 1955 février : publication des décrets qui prévoient la restitution des œuvres sociales au personnel. Septembre : nouveaux accords séparés CFTC, FO, UNCM
- 1956 octobre : la fédération de l’éclairage et des forces motrices devient fédération de l’énergie
- 1957 janvier : début de la mise en place du Comité de coordination des CAS
- 1960 : désignation du CA de la CCAS : discrimination à l’égard de Marcel Paul.
- 1962 : lutte contre l’OAS. Fin de la guerre d’Algérie. Retour en France des agents d’EGA
- 1963 février : départ de Marcel Paul. Mars : 22e congrès fédéral. Roger Pauwels élu secrétaire général par intérim. Avril : décision de reprendre la gestion des œuvres sociales en liaison avec les autres fédérations
- 1964 janvier : reprise effective des œuvres sociales. Avril : 9e congrès du GNC qui devient une union fédérale de syndicats
- 1966 : 23e congrès : Marcel Paul élu président d’honneur de la fédération. Première conférence nationale des femmes organisée par la fédération
- 1968 mai-juin : grève générale avec occupation. Constat de Grenelle. Importants succès pour les gaziers-électriciens
- 1970 janvier : à l’appel de la fédération CGT, consultation du personnel : 55 % contre la convention, échec des contrats de progrès décidés par Chaban-Delmas
- 1971 : la fédération obtient un avenant à la convention : clause de garantie (2,5 % de plus que les prix)
- 1973 avril : la fédération s’installe à Pantin. Premier choc pétrolier. Décembre : les gaziers et électriciens obtiennent les 40 heures
- 1975 : nationalisation de l’électricité dans les DOM
- 1976 : suppression de la clause de garantie
- 1978 *19 décembre : grande panne, la France sans électricité pendant 4 heures
- 1979 juin : 27e congrès fédéral, Le Touquet. François Duteil élu secrétaire général
- 1980 avril : 30 000 gaziers et électriciens sur l’Esplanade des Invalides contre les projets de loi Tranchant-Voisin. 25 juillet : loi qui remet en cause le droit de grève dans les centrales nucléaires (amendement Giraud)
- 1981 mai : élections présidentielles. François Mitterrand élu Président de la République
- 1982  11 novembre : mort de Marcel Paul
- 1983 1er janvier : première loi autorisant les entreprises publiques à émettre des « titres participatifs »
- 1985 septembre : premier festival de Soulac
- 1986 juillet-août : affaire des « 10 de Billancourt » (militants CGT licenciés)
- 1987 1er janvier : entrée en vigueur de « l’Acte unique européen ». Janvier : grèves à EDF-GDF.
- 1988 Automne : grèves à EDF-GDF avec coupures. 12 décembre : à la suite des grèves, première « Note Bénat » réglementant le droit de grève dans la production.
- 1989 19-24 juin : 30e congrès de la fédération à Caen. Denis Cohen est élu secrétaire général. Les syndicats du CEA donnent leur adhésion à la fédération. 27 octobre : deuxième « Note Bénat » réglementant le droit de grève e dans la distribution
- 1990 10 octobre : la « Note Daurès » règlemente l’exercice du droit de grève dans la distribution
- 1991 automne : création de l’Institut du management EDF-GDF
- 1992 décembre : création de la holding EDF International SA
- 1993 31 octobre : Dépôt du rapport Mandil (projet de suppression du monopole d’EDF. 23 novembre : 40 000 agents EDF-GDF dans la rue à Paris, 70 % de grévistes ; 6-12 décembre : semaine d’action
- 1994 : le « Pacte charbonnier » : fermeture de toutes les mines de France programmée pour 2005
- 1995 30 mai : manifestation nationale EDF-GDF : 55 000 manifestants à Paris. 80 % de grévistes
- 1996 janvier : poursuite de la grève à EDF-GDF. Répression, sanctions. Décembre : adoption de la directive sur l’électricité par le Parlement Européen
- 1997 31 janvier : CFDT et CGC signent un accord sur les 32 heures à EDF-GDF. CGT et FO ne signent pas et déposent un recours en justice. 1er juin : victoire de la gauche aux législatives. Jospin Premier ministre. Chirac reste Président. Troisième cohabitation depuis *1986
- 1998 2 février : Arrêt de Creys-Malville et du projet de la liaison fluviale Rhin-Rhône. Juillet : François Roussely nommé par Lionel Jospin à la Présidence d’EDF. 22 septembre : annulation de l’accord de *1997 sur les 32 heures par décision de justice. Octobre : Gardanne, dernier congrès de la fédération CGT du sous-sol. 27-29 octobre : Gardanne, dernier conseil général de la fédération de l’énergie. Décembre : acquisition à 100 % par EDF de London Electricity (4 000 agents)
- 1999 25 janvier : accord sur les 35 heures signé par toutes les fédérations. 16 février : ouverture des débats à l’assemblée pour la loi de transposition de la directive européenne en droit français. Le même jour, manifestation nationale Esplanade des Invalides à l’appel de la fédération. 2 mars : à l’assemblée, vote en première lecture de la loi de transposition de la directive européenne sur l’électricité (ouverture du marché français à la concurrence).
- 1999 17-22 octobre : premier congrès de la fédération mines-énergie à Grenoble. Les mineurs rejoignent les énergéticiens.

### XXIesiècle
- 2000 10 février : vote final de la loi de transposition et vote de la loi similaire pour le gaz. Le réseau de transport d’électricité est détaché d’EDF. Il devient une filiale (RTE). De même est créé un réseau de transport gaz. Juin : création de syndicats patronaux : l’UFE (électricité) et l’UNEMIG (gaz)
- 2002 3 octobre : grève et manifestation nationale à EDF-GDF pour la défense des retraites. Octobre : début de la négociation sur le régime des retraites. 9 décembre : retraites, « Relevé de conclusions, établi avec les directions
- 2003 : Suez acquiert 49 % du capital de la CNR. 9 janvier : consultation des gaziers-électriciens sur le relevé de conclusions : 53 % de Non. Fin avril : Tchao Pantin : la fédération emménage à Montreuil. 13-17 octobre : 2e congrès de la fédération à Biarritz. Frédéric Imbrecht est élu secrétaire général
- 2004 19 février : information judiciaire contre la CCAS (plainte de l’ancien directeur général) Printemps : opération « Robin des Bois » et « Vitale » dans toute la France. Grèves et actions. 27 juin 60 000 électriciens et gaziers dans la rue contre le changement de statut. 29 juin : adoption en première lecture du changement de statut d’EDF 9 août : loi 2004-803 qui transforme EDF et GDF en SA (l’État doit détenir plus de 70 % du capital). Décembre : Pierre Gadonneix succède à François Roussely à la tête d’EDF. À GDF, arrivée de Jean-François Cirelli
- 2006 janvier : EDF se retire du Rhône. Place à CNR qui exploite seule les centrales sur ce fleuve. Printemps, été, automne : actions contre le projet de fusion SUEZ-Gaz de France décembre[réf. nécessaire].
- 2019/2020 : La CGT Energie multiplie les actions de coupures de courant contre le projet de réforme des retraites[11],[12].
- 2023 : La CGT Energie mène de nombreuses actions contre le projet de réforme des retraites: coupures, gratuité, baisses de production, aide aux foyers précaires[13],[14],[15].